# 社会参画仏教
社会参画仏教（しゃかいさんかくぶっきょう、英: Engaged Buddhism、エンゲージド・ブディズム）は、社会的な問題に対して仏教の立場から積極的に発言し、行動する運動。仏教に基づく理想的な社会作りを目指す、仏教関係者による実践活動。東南アジアを中心に広く見られ、欧米でも注目されている。研究も進められており、欧米の仏教者や仏教研究者の中には、同じような運動を展開する者がいる。社会参加仏教ともいう。

## 語源
もともとは、入世仏教、あるいは人間仏教（じんかんぶっきょう）と言い、ティク・ナット・ハンの用いた用語である。これを英語に翻訳する段階で、もともとヒッピーや革新派寄りであった欧米人の仏教徒の思想と混ざって「Engaged Buddhism」となり、これが日本語訳されるにあたって、日本的受容と相まって「社会参画仏教」もしくは「社会参加仏教」と意訳された。

## 社会参画仏教の例

### インド・東南アジア
エンゲージド・ブディズムの古典的な名著とされる、クリストファー・キングとサリー・キングの共編著『エンゲージド・ブディズム』（1996年）に取り上げられているのは、アンベードカルに始まるインドの新仏教運動、アリヤラトネらのスリランカの運動、タイのプッタタート比丘らの運動、タイのスラック・シワラックの活動、チベットのダライ・ラマの運動、ベトナムのティク・ナット・ハンの運動などである。

### 日本
先述の『エンゲージド・ブディズム』では、日本のエンゲージド・ブディズムとして創価学会が取り上げられている。ランジャナ・ムコパディヤーヤの『日本の社会参加仏教』（東信堂、2005年）では、主として立正佼成会などの新宗教系の教団が取り上げられている。また、阿満利麿は『社会をつくる仏教』（人文書院、2003年）において、明治期の清沢満之や高木顕明などの浄土真宗の運動を、日本のエンゲージド・ブディズムとして取り上げている。末木文美士は田中智学の国柱会を、社会参加仏教の典型ともいうべき運動のひとつであるとしている。

### 中国・台湾
中国では近代に、太虚やその弟子の印順らが人間仏教ということをとなえた。この「人間」は世俗社会のことを指す。人間仏教は、僧院に閉じこもらず社会的な実践を重んじる仏教であり、その影響は中国本土と台湾に及び、台湾では仏光山や普済教団などが、弱者救済などの社会参加を積極的に打ち出している。

## 批判
もともとの入世仏教には、衆生の救済という大乗の菩薩行の一環であるが、欧米のEngaged Buddhismは、俗世の革新、改革を目的とした社会政治活動に仏教の名前を飾りとして足しているに過ぎないとの批判もある。
ちなみに中国語では、もともとのティク・ナット・ハンの仏教活動を指すときは「入世仏教」、欧米のEngaged Buddhismを指すときは「左翼仏教」と記載している。